# Agla María Albertsdóttir
Agla María Albertsdóttir (Kópavogur, 5 agosto 1999) è una calciatrice islandese, attaccante del Breiðablik e della nazionale islandese.

## Carriera

### Club
Albertsdóttir inizia l'attività agonistica nelle giovanili del Breiðablik, venendo inserita in rosa con la prima squadra nel 2014, quando siede in panchina, senza essere utilizzata, in una partita del campionato di Úrvalsdeild kvenna 2014 contro il Selfoss.
Il 30 giugno 2015, nella pausa estiva della stagione, decide di trasferirsi al Valur, facendo il suo debutto in campionato il 17 luglio 2015, rilevando al 46' Hildur Antonsdóttir nella sconfitta in trasferta per 5-0 con il Þór/KA, mentre va a rete per la prima volta il successivo 12 settembre, siglando una doppietta nella vittoria casalinga per 5-0 con il Þróttur. Con un tabellino di 8 presenze e 2 reti realizzate in campionato, condivide con le compagne il percorso della squadra che al termine della stagione ottiene il 7º posto in Úrvalsdeild kvenna, con conseguente salvezza, e raggiunge le semifinali di Coppa d'Islanda.
Terminati i vincoli contrattuali, il 14 gennaio 2016 decide di trasferirsi alle vicecampionesse dello Stjarnan. Con la nuova maglia fa il suo esordio in campionato l'11 maggio, alla 1ª giornata, nella vittoria casalinga per 4-0 con il Þór/KA e va a segno per la prima volta il 18 luglio, nella vittoria esterna per 3-0 con l'FH Hafnarfjarðar. Alla sua prima stagione totalizza 17 presenze e 2 reti in campionato, festeggiando con le compagne nel settembre di quell'anno la conquista del quarto titolo di campione d'Islanda per la società, disputando inoltre 3 incontri di Coppa d'Islanda prima dell'eliminazione in semifinale da parte del Breiðablik e la Supercoppa, dove incontra ancora il Breiðablik perdendola ai calci di rigore.
Rimane allo Stjarnan anche la stagione successiva, maturando 17 presenze e 6 reti in campionato, concluso al secondo posto e a 2 punti dal Þór/KA, alle quali si aggiungono le 4 con 3 reti in Coppa, giungendo a disputare la finale persa poi per 3-2 con l'ÍBV Vestmannæyja, e la presenza in Supercoppa, nuovamente persa con il Breiðablik. Grazie ai risultati acquisiti dalla sua squadra in campionato, Albertsdóttir ha inoltre l'occasione di debuttare in UEFA Women's Champions League nella stagione 2017-2018, disputando complessivamente 6 partite, e condividendo il percorso con le compagne che vedono lo Stjarnan chiudere al primo posto il gruppo 3 della fase preliminare di qualificazione e venire eliminato ai sedicesimi di finale con un solo gol di scarto dalle campionesse di Svezia del Rosengård.
Nel gennaio 2018 Albertsdóttir decide di trasferirsi nuovamente al suo club d'esordio, il Breiðablik, sottoscrivendo un contratto per la stagione entrante. Nell'agosto 2018, ha fornito un assist in entrambi i gol nella vittoria per 2-1 di Breiðablik contro Stjarnan nelle finali della Coppa d'Islanda. Il 17 settembre ha aiutato Breiðablik a vincere il campionato nazionale dopo aver sconfitto il Selfoss nella Úrvalsdeild kvenna. Nel marzo 2019, ha firmato un nuovo contratto triennale con il Breiðablik.
Scaduti i termini del contratto, nell'inverno 2021 coglie l'opportunità di disputare il suo primo campionato all'estero, quello svedese firmando un contratto triennale con l'Häcken.

## Palmarès
- Campionato islandese: 2

Breiðablik: 2018, 2024
- Coppa d'Islanda: 2

Breiðablik: 2018, 2021

### Individuale
- Capocannoniere del campionato islandese: 1

2020 (14 reti, ex aequo con Sveindís Jane Jónsdóttir)